# Tomás Castro Ponce
Tomás Ezequiel Castro Ponce (Concarán, San Luis; 3 de marzo de 2001) es un futbolista argentino. Juega de mediocampista y su equipo actual es Almagro de la Primera Nacional de Argentina.

## Trayectoria

### River Plate
Comenzó su carrera en las divisiones inferiores del Club Atlético River Plate. A mediados de 2020, Marcelo Gallardo lo sube al primer equipo, firmando un contrato profesional. Fue al banco por la tercera fecha ante de la Copa de la Liga ante Godoy Cruz en Mendoza, pero no ingresó. Debutó profesionalmente el 28 de noviembre en la victoria 2-0 frente a Rosario Central en Rosario.

### Godoy Cruz
El 5 de enero de 2022 fue cedido a Godoy Cruz por un año sin cargo y con opción de compra. En Godoy Cruz jugó 18 partidos sin haber marcado goles.

### Vuelta a River Plate
Lo tuvo en cuenta Demichelis para la primera parte del 2023 pero no logró disputar ningún partido.

### Atlético Tucumán
El 3 de agosto de 2023 fue cedido a Atlético Tucumán por 18 meses sin cargo y sin opción de compra. 

### Almagro
El 9 de febrero de 2025 fue cedido a Almagro por un año.

## Estadísticas

### Clubes
- Actualizado hasta el 19 de agosto de 2025.

| Club | Div.                | Temporada           | Liga         | Liga         | Liga         | Copas Nacionales (1) | Copas Nacionales (1) | Copas Nacionales (1) | Copas Internacionales (2) | Copas Internacionales (2) | Copas Internacionales (2) | Total | Total | Total  | Medida goleadora(3) |
| Club | Div.                | Temporada           | Part.        | Goles        | Asist.       | Part.                | Goles                | Asist.               | Part.                     | Goles                     | Asist.                    | Part. | Goles | Asist. | Medida goleadora(3) |
| --- | ------------------- | ------------------- | ------------ | ------------ | ------------ | -------------------- | -------------------- | -------------------- | ------------------------- | ------------------------- | ------------------------- | ----- | ----- | ------ | ------------------- |
| River Plate Argentina |                     |                     |              |              |              |                      |                      |                      |                           |                           |                           |       |       |        |                     |
| 1.ª | 2020                | Inexistentes        | Inexistentes | Inexistentes | 1            | 0                    | 0                    | Inexistentes         | Inexistentes              | Inexistentes              | 1                         | 0     | 0     | 0,00   |                     |
| 1.ª | 2023                | 0                   | 0            | 0            | Inexistentes | Inexistentes         | Inexistentes         | Inexistentes         | Inexistentes              | Inexistentes              | 0                         | 0     | 0     | 0,00   |                     |
| Total club | Total club          | 0                   | 0            | 0            | 1            | 0                    | 0                    | 0                    | 0                         | 0                         | 1                         | 0     | 0     | 0,00   |                     |
| Godoy Cruz Argentina | 1.ª                 | 2022                | 16           | 0            | 1            | 2                    | 0                    | 0                    | Inexistentes              | Inexistentes              | Inexistentes              | 18    | 0     | 1      | 0,00                |
| Godoy Cruz Argentina | Total club          | Total club          | 16           | 0            | 1            | 2                    | 0                    | 0                    | 0                         | 0                         | 0                         | 18    | 0     | 1      | 0,00                |
| Atlético Tucumán Argentina | 1.ª                 | 2023                | Inexistentes | Inexistentes | Inexistentes | 7                    | 0                    | 0                    | Inexistentes              | Inexistentes              | Inexistentes              | 7     | 0     | 0      | 0,00                |
| Atlético Tucumán Argentina | 1.ª                 | 2024                | 15           | 1            | 0            | 6                    | 2                    | 0                    | Inexistentes              | Inexistentes              | Inexistentes              | 21    | 3     | 0      | 0,14                |
| Atlético Tucumán Argentina | Total club          | Total club          | 15           | 1            | 0            | 13                   | 2                    | 0                    | 0                         | 0                         | 0                         | 28    | 3     | 0      | 0,10                |
| Almagro Argentina | 2.ª                 | 2025                | 22           | 0            | 2            | Inexistentes         | Inexistentes         | Inexistentes         | Inexistentes              | Inexistentes              | Inexistentes              | 22    | 0     | 2      | 0,00                |
| Almagro Argentina | Total club          | Total club          | 22           | 0            | 2            | 0                    | 0                    | 0                    | 0                         | 0                         | 0                         | 22    | 0     | 2      | 0,00                |
| Total en su carrera | Total en su carrera | Total en su carrera | 53           | 1            | 3            | 16                   | 2                    | 0                    | 0                         | 0                         | 0                         | 69    | 3     | 3      | 0,04                |
| (1) Las copas nacionales se refiere a la Copa Argentina, la Copa de la Liga Profesional y la Copa Diego Armando Maradona. (2) Las copas internacionales se refiere a la Copa Libertadores y la Copa Sudamericana. (3) Media de goles por encuentro. No incluye goles en partidos amistosos. |                     |                     |              |              |              |                      |                      |                      |                           |                           |                           |       |       |        |                     |

## Palmarés

### Campeonatos nacionales
| Título              | Club        | Sede                | Año  |
| ------------------- | ----------- | ------------------- | ---- |
| Supercopa Argentina | River Plate | Santiago del Estero | 2019 |
| Primera División    | River Plate | Buenos Aires        | 2021 |
| Trofeo de Campeones | River Plate | Santiago del Estero | 2021 |
| Primera División    | River Plate | Buenos Aires        | 2023 |